# Platzfelde
Platzfelde ist ein Gemeindeteil von Dannenberg/Mark, einem Ortsteil der Gemeinde Falkenberg im brandenburgischen Landkreis Märkisch-Oderland in Deutschland.
Die Gemeinde Falkenberg wird vom Amt Falkenberg-Höhe verwaltet. Der Gemeindeteil Platzfelde entstand erst in der zweiten Hälfte des 19. Jahrhunderts an der Stelle des bereits im 14. Jahrhundert wüst gefallenen, mittelalterlichen Dorfes Torgelow.

## Geographische Lage
Platzfelde liegt etwa fünf Kilometer südwestlich des Stadtkerns von Bad Freienwalde (Oder) und etwa zweieinhalb Kilometer südöstlich von Dannenberg/Mark, direkt an der Kreuzung der B 158 und der L 35.

## Geschichte
An der Stelle, an der in den Jahren um und nach 1890 der Ort Platzfelde entstand, stand im 13. und 14. Jahrhundert das Dorf Torgelow (bzw. in den älteren Urkunden Torgow genannt). Es fiel bereits in der ersten Hälfte des 14. Jahrhunderts wüst. im Landbuch von 1375 ist es bereits nicht mehr erwähnt. Die Gründe für das Wüstfallen sind nicht bekannt. In der Ersterwähnung von 1422 war das Dorf bereits wüst, die Feldmark gehörte der Familie von Uchtenhagen. Die halbe Feldmark war jedoch damals den von Pfuel als Afterlehen vergeben. Die von Uchtenhagen waren vom brandenburgischen Markgrafen mit der kleinen Herrschaft Freienwalde belehnt worden; die Herrschaft Freienwalde schloss auch Torgelow (bzw. Torgow) mit ein. 1471 verzichtete Hans von Pfuel mit Einwilligung des Landesherrn auf die halbe wüste Feldmark Torgelow zugunsten seiner Vettern Christoph und Wilhelm von Pfuel. 1477 verkauften die von Pfuel ihre Hälfte der wüsten Feldmark an die Stadt Freienwalde um 50 Schock Groschen. Dazu gab wiederum ihr direkter Lehensherr, Caspar von Uchtenhagen sein Einverständnis. 1575 wurde ein Teilungsvertrag zwischen Hans und Werner von Uchtenhagen auf der einen Seite und der Stadt Freienwalde auf der anderen Seite aufgesetzt. Hans und Werner von Uchtenhagen behielten die nordwestliche Hälfte der Feldmark, die Stadt Freienwalde die südöstliche Hälfte.
Auf der Uchtenhagenschen Hälfte entstand in der zweiten Hälfte des 16. Jahrhunderts das Vorwerk Torgelow, aus dem sich der heutige Ort Torgelow entwickelte. Auf der Hälfte, die der Stadt Freienwalde gehörte, entstand zu Ende des 17. Jahrhunderts das Vorwerk Platz, das nach einem Brand 1890 nicht wieder aufgebaut wurde. 
Die wüste Dorfstätte von Torgelow selber (an der Kreuzung der heutigen B 158 und L 36) wurde zunächst nicht wieder besiedelt. Erst in der Schmettauschen Karte von 1767/87 ist an der Stelle des alten Dorfes Torgelow bzw. des späteren Wohnplatzes Platzfelde eine Schinderkate verzeichnet. Sie muss jedoch einige Zeit später wieder eingegangen sein, denn im Urmesstischblatt Nr. 3249 Heckelberg von 1844 ist an dieser Stelle kein Gebäude mehr verzeichnet. Bereits Anfang des 19. Jahrhunderts wurde mit dem Ausbau des alten Heerweges von Berlin nach Freienwalde zur Kunststraße begonnen. Der Abschnitt von Wriezen bis Freienwalde wurde bis 1820 fertiggestellt.
Mit dem Ausbau der Chaussee von Niederfinow über Cöthen, Dannenberg bis zur Berlin-Freienwalder Provinzial-Chaussee, die heutige L 35,  wurde dagegen erst kurz vor 1884 begonnen. 1884 wurde etwas nördlich vom Abzweig dieser Straße von der Berlin-Freienwalder Provinzial-Chaussee (= B 158) ein Chausseehaus errichtet, an dem das Chausseegeld erhoben wurde. Daraus entwickelte sich der heutige Ort Platzfelde. Allerdings ging die Grenze zwischen den Gutsbezirken Torgelow und Haselberg durch Platzfelde hindurch. Während das Chausseehaus zum Gutsbezirk Torgelow gehörte, gehörte das Haus direkt an der Kreuzung von B 158/L 35 zum Gutsbezirk Haselberg. In der Ausgabe von 1941 des Topographischen Blattes 3239 Heckelberg ist das Chausseehaus als Försterei bezeichnet. 
1932 und 1957 war Platzfelde ein Wohnplatz der Gemeinde Dannenberg/Mark. 1964 und 1973 wurde Platzfelde als Ortsteil von Dannenberg/Mark bezeichnet. 2001 schlossen sich Falkenberg/Mark, Dannenberg/Mark und Kruge/Gersdorf zur neuen Gemeinde Falkenberg zusammen. Dannenberg/Mark wurde nun ein Ortsteil der Gemeinde Falkenberg, Platzfelde ein bewohnter Gemeindeteil von Dannenberg/Mark.